# Angers SCO
Angers Sporting Club de l'Ouest, cunoscut și ca Angers SCO sau Angers, este un club de fotbal din Angers, Franța, care evoluează în Ligue 1.
Echipa a fost fondată în 1919, în același an în care a fost fondată Federația Franceză de Fotbal.
De-a lungul istoriei echipei, aceasta a navigat între primele două niveluri de mai multe ori. De asemenea, a evoluat în mai multe rânduri în al treilea eșalon; sezonul 2006-2007 a fost ultimul sezon din a treia ligă.
Sezonul în care Angers a debutat în a doua divizie franceză a fost în 1945. În acest sezon, Angers SCO a fost repartizat în Grupa de Nord; la acel moment, a doua divizie era împărțită în două grupe, Nord și Sud. Angers a terminat pe locul al treilea, fiind la șapte puncte în urma echipei Stade Français care a fost promovat în prima divizie.
În sezonul 2014–15 din Ligue 2, echipa a obținut promovarea după ce petrecuse mult timp în divizia inferioară. La finalul sezonului 2015–16 din Ligue 1, Angers s-a clasat pe locul nouă. În meciul de deschidere din ligă împotriva lui Montpellier, Angers a câștigat cu 2-0.
Pe 28 mai 2017, Angers a jucat finala Cupei Franței împotriva lui Paris Saint-Germain. Angers a pierdut meciul cu 1–0 în urma unui autogol în minutul 91. La sfârșitul sezonului 2017–18 din Ligue 1, Angers a terminat pe locul 14 în clasament, iar atacantul camerunean Karl Toko Ekambi a marcat 17 goluri în competiție. În sezonul 2018–19 din Ligue 1, Angers a terminat pe locul 13.
Pe 8 iunie 2020, Angers a stabilit un nou record al sumei plătite pentru un transfer prin aducerea lui Paul Bernardoni de la Bordeaux, în schimbul sumei de 8 milioane de euro. La 30 aprilie 2021, Angers, împreună cu Paris FC, au primit de la FIFA o interdicție de transfer pentru încălcarea regulamentelor privind transferurile. Interdicția a intrat în vigoare pentru perioada de transfer din vara 2021.
La 27 aprilie 2023, Angers a primit o interdicție de transfer în două ferestre de la FIFA din cauza unei dispute cu clubul tunisian ES Tunis cu privire la transferul lui Ilyes Chetti. Angers și-a comunicat intenția de a face apel la Curtea de Arbitraj pentru Sport (TAS).
În sezonul 2022–23 din Ligue 1, Angers a retrogradat, cu cinci meciuri înainte de finalul sezonului, revenind în eșalonul secund după opt ani în prima ligă.

## Premii
- Campioana Ligue 2 : 1969, 1976
- Vice-campioana Ligue 2 : 1956, 1978, 1993
- Vice-campioana National (D3) : 2003
- Finalist Coupe de France : 1957
- Cea mai bună poziție în Ligue 1 : 3a (1958)